# Sławjanowo (obwód Plewen)
Sławjanowo (bułg. Славяново) – miasto w Bułgarii, w obwodzie Plewen i gminie Plewen. W 2019 roku liczyło 3 490 mieszkańców.